# Convocazioni al World Grand Prix 2008
Elenco delle giocatrici convocate per il World Grand Prix 2008.

## Brasile
| N° | Nome                   | Ruolo | Data di nascita  | Squadra           |
| -- | ---------------------- | ----- | ---------------- | ----------------- |
| -  | José Roberto Guimarães | All   | 30 luglio 1954   | Robursport Pesaro |
| 1  | Walewska de Oliveira   | C     | 1º ottobre 1979  | CAV Murcia 2005   |
| 2  | Carolina Albuquerque   | P     | 22 luglio 1977   | Finasa            |
| 3  | Marianne Steinbrecher  | S     | 23 agosto 1983   | Robursport Pesaro |
| 4  | Paula Pequeno          | S     | 22 gennaio 1982  | Finasa            |
| 6  | Thaísa de Menezes      | C     | 15 maggio 1987   | Rio de Janeiro VC |
| 7  | Hélia de Souza         | P     | 10 marzo 1970    | CAV Murcia 2005   |
| 8  | Valeska Menezes        | S     | 23 aprile 1976   | Asystel Novara    |
| 9  | Fabiana Claudino       | C     | 24 gennaio 1985  | Rio de Janeiro VC |
| 10 | Wélissa Gonzaga        | S     | 9 settembre 1982 | Finasa            |
| 12 | Jaqueline de Carvalho  | S     | 31 dicembre 1983 | CAV Murcia 2005   |
| 13 | Sheilla de Castro      | O     | 1º luglio 1983   | Robursport Pesaro |
| 14 | Fabiana de Oliveira    | L     | 7 marzo 1980     | Rio de Janeiro VC |

## Cina
| N° | Nome         | Ruolo | Data di nascita   | Squadra  |
| -- | ------------ | ----- | ----------------- | -------- |
| -  | Zhonghe Chen | All   | -                 | -        |
| 1  | Wang Yimei   | O     | 11 gennaio 1988   | Liaoning |
| 2  | Feng Kun     | P     | 28 dicembre 1978  | Beijing  |
| 3  | Yang Hao     | S     | 21 marzo 1980     | Liaoning |
| 4  | Liu Yanan    | C     | 29 settembre 1980 | Liaoning |
| 5  | Wei Qiuyue   | P     | 26 settembre 1988 | Tianjin  |
| 6  | Xu Yunli     | C     | 2 agosto 1987     | Fujian   |
| 7  | Zhou Suhong  | S     | 23 aprile 1979    | Zhejiang |
| 9  | Zhao Ruirui  | C     | 8 ottobre 1981    | Bayi     |
| 10 | Xue Ming     | C     | 23 febbraio 1987  | Beijing  |
| 11 | Li Juan      | S     | 15 maggio 1981    | Tianjin  |
| 16 | Zhang Na     | L     | 19 aprile 1980    | Tianjin  |
| 17 | Ma Yunwen    | S     | 19 maggio 1986    | Shanghai |

## Cuba
| N° | Nome              | Ruolo | Data di nascita  | Squadra        |
| -- | ----------------- | ----- | ---------------- | -------------- |
| -  | Antonio Perdomo   | All   | -                | -              |
| 1  | Yumilka Ruiz      | S     | 8 maggio 1978    | Camagüey       |
| 2  | Yanelis Santos    | P/O   | 30 marzo 1986    | Ciego de Ávila |
| 3  | Nancy Carrillo    | C     | 11 gennaio 1986  | Ciudad Habana  |
| 6  | Daimí Ramírez     | P/O   | 8 ottobre 1983   | Ciudad Habana  |
| 8  | Yaima Ortíz       | L     | 9 novembre 1981  | Ciudad Habana  |
| 9  | Rachel Sánchez    | C     | 9 gennaio 1989   | Pinar del Río  |
| 10 | Yusleinis Herrera | S     | 12 marzo 1984    | Ciudad Habana  |
| 11 | Liana Mesa        | P     | 26 dicembre 1977 | Camagüey       |
| 12 | Rosir Calderón    | S     | 28 dicembre 1984 | Ciudad Habana  |
| 14 | Kenia Carcaces    | S     | 22 gennaio 1986  | Holguín        |
| 15 | Yusidey Silié     | P/O   | 11 novembre 1984 | Ciudad Habana  |
| 18 | Zoila Barros      | C     | 16 agosto 1976   | Ciudad Habana  |

## Germania
| N° | Nome                | Ruolo | Data di nascita   | Squadra             |
| -- | ------------------- | ----- | ----------------- | ------------------- |
| -  | Giovanni Guidetti   | All   | 20 settembre 1972 | -                   |
| 1  | Maren Brinker       | S     | 10 luglio 1986    | Bayer 04 Leverkusen |
| 3  | Denise Hanke        | P     | 31 agosto 1989    | Schweriner          |
| 4  | Kerstin Tzscherlich | L     | 15 febbraio 1978  | Dresdner            |
| 5  | Berit Kauffeldt     | C     | 8 luglio 1990     | Schweriner          |
| 7  | Saskia Hippe        | S     | 16 gennaio 1991   | Köpenicker          |
| 8  | Cornelia Dumler     | S     | 22 gennaio 1982   | Pallavolo Ostiano   |
| 10 | Anne Matthes        | S     | 30 aprile 1985    | Dresdner            |
| 11 | Christiane Fürst    | C     | 29 marzo 1985     | Robursport Pesaro   |
| 12 | Lena Möllers        | P     | 6 gennaio 1990    | Olympia Berlino     |
| 16 | Margareta Kozuch    | O     | 30 ottobre 1986   | Sassuolo Volley     |
| 17 | Dominice Steffen    | S     | 17 dicembre 1987  | TVF Amburgo         |
| 18 | Corina Ssuschke     | C     | 5 maggio 1983     | Dresdner            |

## Giappone
| N° | Nome               | Ruolo | Data di nascita  | Squadra           |
| -- | ------------------ | ----- | ---------------- | ----------------- |
| -  | Shoichi Yanagimoto | All   | -                | -                 |
| 1  | Megumi Kurihara    | S     | 31 luglio 1984   | Pioneer Red Wings |
| 2  | Asako Tajimi       | C     | 26 giugno 1972   | Pioneer Red Wings |
| 3  | Yoshie Takeshita   | P     | 18 marzo 1978    | JT Marvelous      |
| 4  | Kanako Ōmura       | C     | 15 dicembre 1976 | Hisamitsu Springs |
| 5  | Miyuki Takahashi   | S     | 25 dicembre 1978 | NEC Red Rockets   |
| 6  | Yūko Sano          | L     | 26 luglio 1979   | Hisamitsu Springs |
| 7  | Sachiko Sugiyama   | C     | 19 ottobre 1979  | NEC Red Rockets   |
| 8  | Yuka Sakurai       | L     | 2 settembre 1974 | Denso Airybees    |
| 9  | Miyuki Kano        | S     | 17 maggio 1977   | Hisamitsu Springs |
| 11 | Erika Araki        | C     | 3 agosto 1984    | Toray Arrows      |
| 12 | Saori Kimura       | S     | 19 giugno 1986   | Toray Arrows      |
| 14 | Yuki Kawai         | P     | 22 gennaio 1990  | JT Marvelous      |

## Italia
| N° | Nome                | Ruolo | Data di nascita  | Squadra           |
| -- | ------------------- | ----- | ---------------- | ----------------- |
| -  | Massimo Barbolini   | All   | 29 agosto 1964   | -                 |
| 1  | Sara Anzanello      | C     | 30 luglio 1980   | Asystel Novara    |
| 3  | Paola Croce         | L     | 6 marzo 1978     | Volley Bergamo    |
| 5  | Taismary Agüero     | O     | 5 marzo 1977     | Türk Telekom      |
| 7  | Martina Guiggi      | C     | 1º maggio 1984   | Robursport Pesaro |
| 8  | Jenny Barazza       | C     | 24 luglio 1981   | Volley Bergamo    |
| 9  | Manuela Secolo      | S     | 22 febbraio 1977 | Chieri Volley     |
| 10 | Paola Cardullo      | L     | 18 marzo 1982    | Asystel Novara    |
| 11 | Serena Ortolani     | O     | 7 gennaio 1987   | FV Busto Arsizio  |
| 12 | Francesca Piccinini | S     | 10 gennaio 1979  | Volley Bergamo    |
| 13 | Francesca Ferretti  | P     | 15 febbraio 1984 | Robursport Pesaro |
| 14 | Eleonora Lo Bianco  | P     | 22 dicembre 1979 | Volley Bergamo    |
| 16 | Lucia Bosetti       | S     | 9 luglio 1989    | Lucia Bosetti     |

## Kazakistan
| N° | Nome                  | Ruolo | Data di nascita   | Squadra           |
| -- | --------------------- | ----- | ----------------- | ----------------- |
| -  | Viktor Zhuravlev      | All   | -                 | -                 |
| 1  | Natalya Zhukova       | C     | 29 marzo 1980     | AO Markopoulo     |
| 4  | Olga Karpova          | C     | 10 giugno 1980    | Zhetyssu          |
| 5  | Yuliya Kutsko         | S     | 18 aprile 1980    | Hapoel Kiryat Ata |
| 6  | Olga Nassedkina       | C     | 28 dicembre 1982  | Zhetyssu          |
| 8  | Korinna Ishimtseva    | P     | 8 febbraio 1984   | VK Samorodok      |
| 9  | Xeniya Ilyuchshenko   | P     | 29 maggio 1979    | Rabita Baku       |
| 10 | Yelena Ezau           | L     | 9 marzo 1983      | Neman Grodno      |
| 11 | Olga Grushko          | S     | 7 aprile 1976     | Zhetyssu          |
| 12 | Irina Zaitseva        | -     | 25 settembre 1982 | Zhetyssu          |
| 16 | Inna Matveyeva        | S     | 12 ottobre 1978   | Ereğli            |
| 17 | Stanislava Yavorskaya | S     | 23 febbraio 1989  | Astana Kanaty     |
| 18 | Sana Jarlagassova     | S     | 21 luglio 1989    | Zhetyssu          |

## Polonia
| N° | Nome                  | Ruolo | Data di nascita   | Squadra        |
| -- | --------------------- | ----- | ----------------- | -------------- |
| -  | Marco Bonitta         | All   | 5 settembre 1963  | -              |
| 1  | Joanna Frąckowiak     | S     | 4 luglio 1986     | AZS AWF Poznań |
| 4  | Katarzyna Biel        | C     | 21 settembre 1981 | BKS            |
| 5  | Karolina Ciaszkiewicz | S     | 7 settembre 1979  | BKS            |
| 8  | Magdalena Godos       | P     | 12 settembre 1983 | Calisia        |
| 9  | Agnieszka Bednarek    | C     | 20 febbraio 1986  | PTPS           |
| 10 | Anna Woźniakowska     | S     | 2 marzo 1982      | Calisia        |
| 11 | Anna Barańska         | S     | 14 maggio 1984    | Calisia        |
| 13 | Milena Rosner         | S     | 4 gennaio 1980    | Bergamo        |
| 15 | Agata Sawicka         | L     | 17 gennaio 1985   | Calisia        |
| 17 | Joanna Kaczor         | O     | 16 settembre 1984 | Muszynianka    |
| 18 | Katarzyna Skorupa     | P     | 16 settembre 1984 | PTPS           |
| 19 | Berenika Tomsia       | C     | 18 marzo 1988     | BKS            |

## Rep. Dominicana
| N° | Nome                | Ruolo | Data di nascita   | Squadra           |
| -- | ------------------- | ----- | ----------------- | ----------------- |
| -  | Marcos Kwiek        | All   | -                 | -                 |
| 1  | Annerys Vargas      | C     | 7 agosto 1981     | VakıfBank GS      |
| 3  | Lisvel Eve          | C     | 10 settembre 1991 | Santiago          |
| 4  | Sidarka Núñez       | O     | 25 giugno 1984    | Ageo Medics       |
| 5  | Brenda Castillo     | L     | 5 giugno 1992     | San Cristóbal     |
| 6  | Carmen Casó         | L     | 29 novembre 1981  | Distrito Nacional |
| 8  | Gina Del Rosario    | P     | 12 maggio 1986    | Distrito Nacional |
| 10 | Milagros Cabral     | S     | 17 ottobre 1978   | Pinkin de Corozal |
| 12 | Karla Echenique     | P     | 16 maggio 1986    | Santiago          |
| 13 | Cindy Rondón        | C     | 12 novembre 1988  | Denso Airybees    |
| 14 | Prisilla Rivera     | O     | 29 dicembre 1984  | CAV Murcia 2005   |
| 15 | Cosiri Rodríguez    | S     | 30 ottobre 1987   | Mets de Guaynabo  |
| 18 | Bethania de la Cruz | S     | 13 maggio 1989    | Toray Arrows      |

## Stati Uniti
| N° | Nome              | Ruolo | Data di nascita   | Squadra             |
| -- | ----------------- | ----- | ----------------- | ------------------- |
| -  | Lang Ping         | All   | 10 dicembre 1960  | -                   |
| 1  | Ogonna Nnamani    | S     | 29 luglio 1983    | Asystel Novara      |
| 2  | Danielle Scott    | C     | 1º ottobre 1972   | Finasa              |
| 3  | Tayyiba Haneef    | O     | 23 marzo 1979     | Eczacıbaşı Istanbul |
| 4  | Lindsey Berg      | P     | 16 luglio 1980    | Asystel Novara      |
| 5  | Stacy Sykora      | L     | 24 giugno 1977    | Jogging Altamura    |
| 6  | Nicole Davis      | L     | 24 luglio 1982    | Stati Uniti         |
| 7  | Heather Bown      | C     | 29 novembre 1978  | Pieralisi Jesi      |
| 8  | Cynthia Barboza   | S     | 2 luglio 1987     | Stanford University |
| 10 | Kimberly Glass    | S     | 18 agosto 1984    | Fenerbahçe          |
| 11 | Robyn Ah Mow      | P     | 15 settembre 1975 | Voléro Zurigo       |
| 15 | Logan Tom         | S     | 25 maggio 1981    | Dinamo Mosca        |
| 19 | Foluke Akinradewo | C     | 5 ottobre 1987    | Stanford University |

## Thailandia
| N° | Nome                  | Ruolo | Data di nascita  | Squadra    |
| -- | --------------------- | ----- | ---------------- | ---------- |
| -  | Nataphon Srisamutnak  | All   | -                | -          |
| 1  | Rattanaporn Sanuanram | C     | 9 aprile 1980    | Petchaboon |
| 3  | Saymai Paladsrichuay  | S     | 4 agosto 1987    | Yeşilyurt  |
| 4  | Siriporn Sooksen      | C     | 9 febbraio 1988  | RBAC       |
| 5  | Pleumjit Thinkaow     | C     | 9 novembre 1983  | Ereğli     |
| 6  | Onuma Sittirak        | S     | 13 giugno 1986   | Köniz      |
| 7  | Narumon Khanan        | P     | 26 gennaio 1983  | RBAC       |
| 10 | Wilavan Apinyapong    | S     | 6 giugno 1984    | Ereğli     |
| 11 | Amporn Hyapha         | C     | 19 maggio 1985   | RBAC       |
| 13 | Nootsara Tomkom       | P     | 7 luglio 1985    | Kanti      |
| 15 | Malika Kanthong       | S     | 8 gennaio 1987   | Ereğli     |
| 17 | Wanna Buakaew         | L     | 2 gennaio 1981   | RBAC       |
| 19 | Tapaphaipun Chaisri   | L     | 29 novembre 1989 | RBAC       |

## Turchia
| N° | Nome                 | Ruolo | Data di nascita | Squadra    |
| -- | -------------------- | ----- | --------------- | ---------- |
| -  | Alessandro Chiappini | All   | 31 gennaio 1969 | -          |
| 3  | Nihan Yeldan         | L     | 7 febbraio 1982 | VakıfBank  |
| 4  | Seray Altay          | O     | 28 agosto 1987  | Yeşilyurt  |
| 5  | Ergül Avcı           | C     | 24 luglio 1987  | Yeşilyurt  |
| 7  | Duygu Bal            | C     | 25 marzo 1987   | VakıfBank  |
| 8  | Bahar Toksoy         | C     | 6 febbraio 1988 | VakıfBank  |
| 9  | Deniz Hakyemez       | S     | 3 febbraio 1983 | VakıfBank  |
| 10 | Gözde Kırdar         | S     | 26 giugno 1985  | VakıfBank  |
| 11 | Pelin Çelik          | P     | 23 maggio 1982  | Fenerbahçe |
| 12 | Esra Gümüş           | S     | 2 ottobre 1982  | Eczacıbaşı |
| 13 | Neriman Özsoy        | S     | 13 luglio 1988  | Eczacıbaşı |
| 16 | Seda Tokatlıoğlu     | O     | 26 giugno 1986  | Fenerbahçe |
| 17 | Naz Aydemir          | P     | 14 agosto 1990  | Eczacıbaşı |